# 四国三大祭り

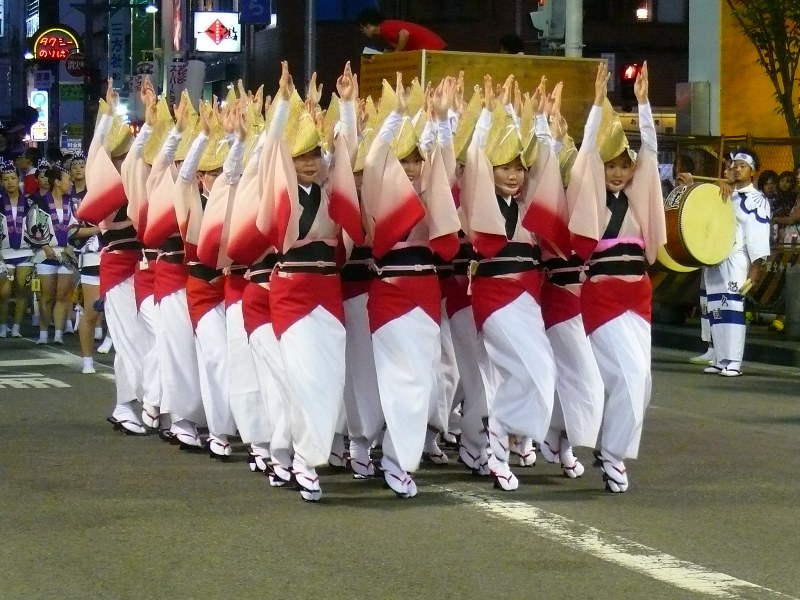
阿波踊り

四国三大祭り（しこくさんだいまつり）とは、一般的に四国地方で開催される知名度の高い以下の3つの祭をいう。
- よさこい祭り（高知県高知市）［8月9日 - 12日］
- 阿波踊り（徳島県徳島市、鳴門市、三好市他）［8月12日 - 15日 他］
- 新居浜太鼓祭り（愛媛県新居浜市）［10月16日 - 18日］※一部地域は15日より開催

## 沿革
四国三大祭りという言葉で呼ばれ始めたのは、昭和の中後期以降である。この三つの祭で最も歴史が古いとされているのは新居浜太鼓祭りであり、その礎となる新居郡祭礼の起源は平安時代とも云われ、江戸時代に現在の形（太鼓台）になったとされている。次に古いのが阿波踊りで、室町時代後期もしくは江戸時代に始まったとされている。よさこい祭りは太平洋戦争終戦後の1954年（昭和29年）に阿波踊りに負けないものを作ろうと始められ、年々と盛大になり現在の賑わいを魅せるようになった。
マスメディアへの露出度から、阿波踊りとよさこい祭りは全国的に知名度が上がり、類似する全国各地の踊り（催し物・イベント）にも大きな影響を与えている。新居浜太鼓祭りは大阪万博や国体開会式、海外派遣事業などを通じて全国的に知られるようになっていった。
歴史や伝承、世論等に加えて青年会議所が行った祭り知名度に関するアンケートの上位となった「よさこい祭り」「阿波踊り」「新居浜太鼓祭り」が四国三大祭りと呼ばれる様になった。

## 四大祭り
- 四大祭りとしての根拠はなく、様々な諸説がある。一般的に4つ目の祭りは以下と言われている。
- 四国三大祭りの3つの祭りの他に、香川県高松市の「さぬき高松まつり」、愛媛県松山市の「松山まつり」などでは「四国四大祭りの一つ」と称している[要出典]。

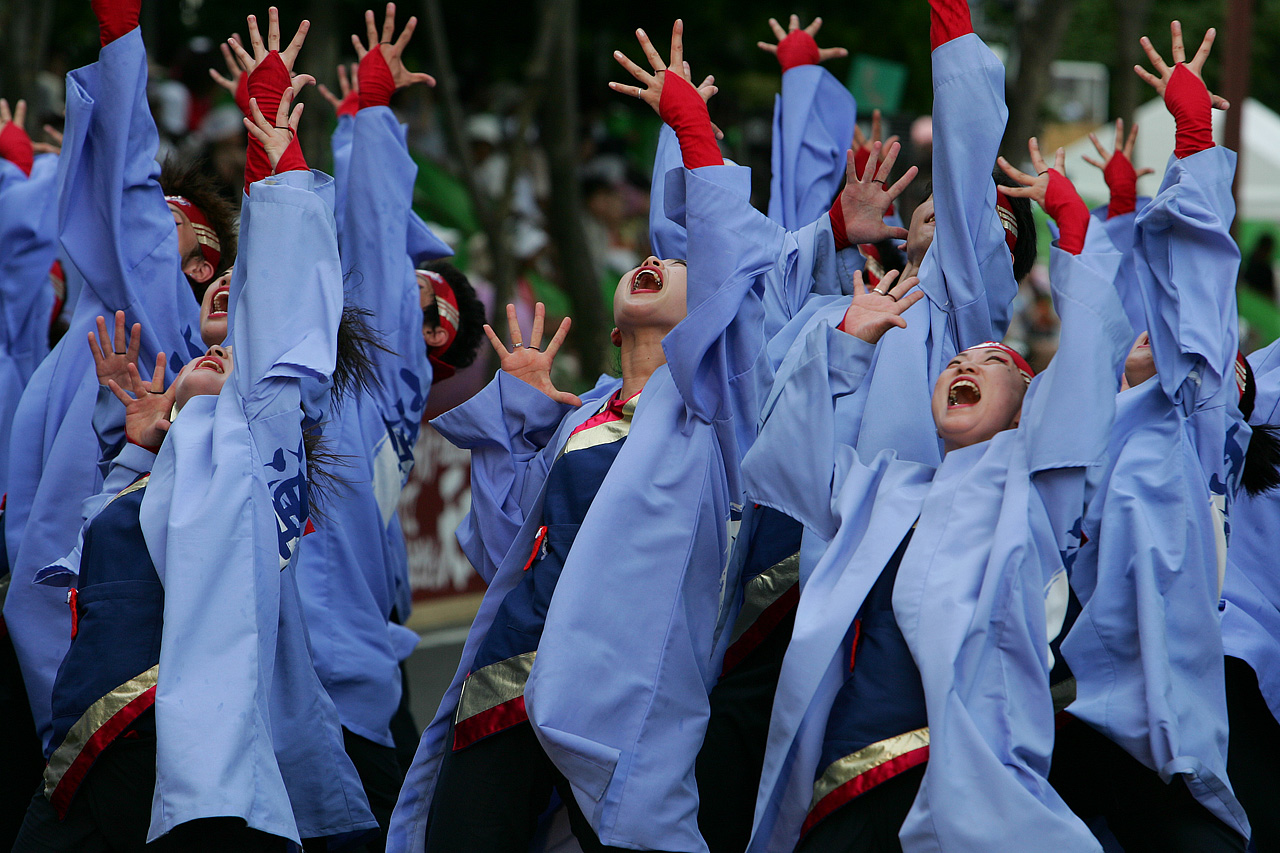
よさこい祭り
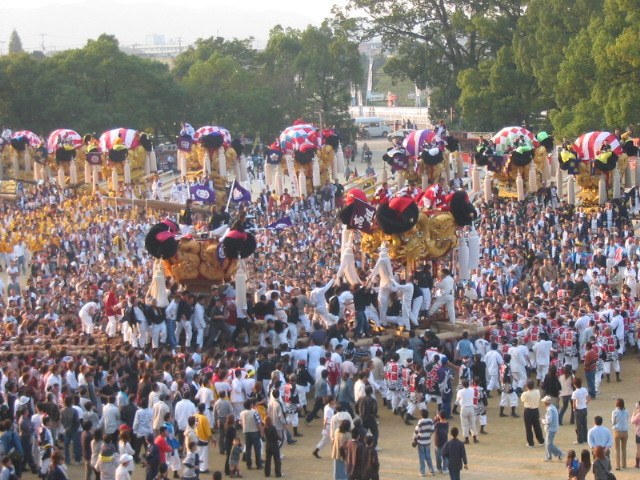
新居浜太鼓祭り
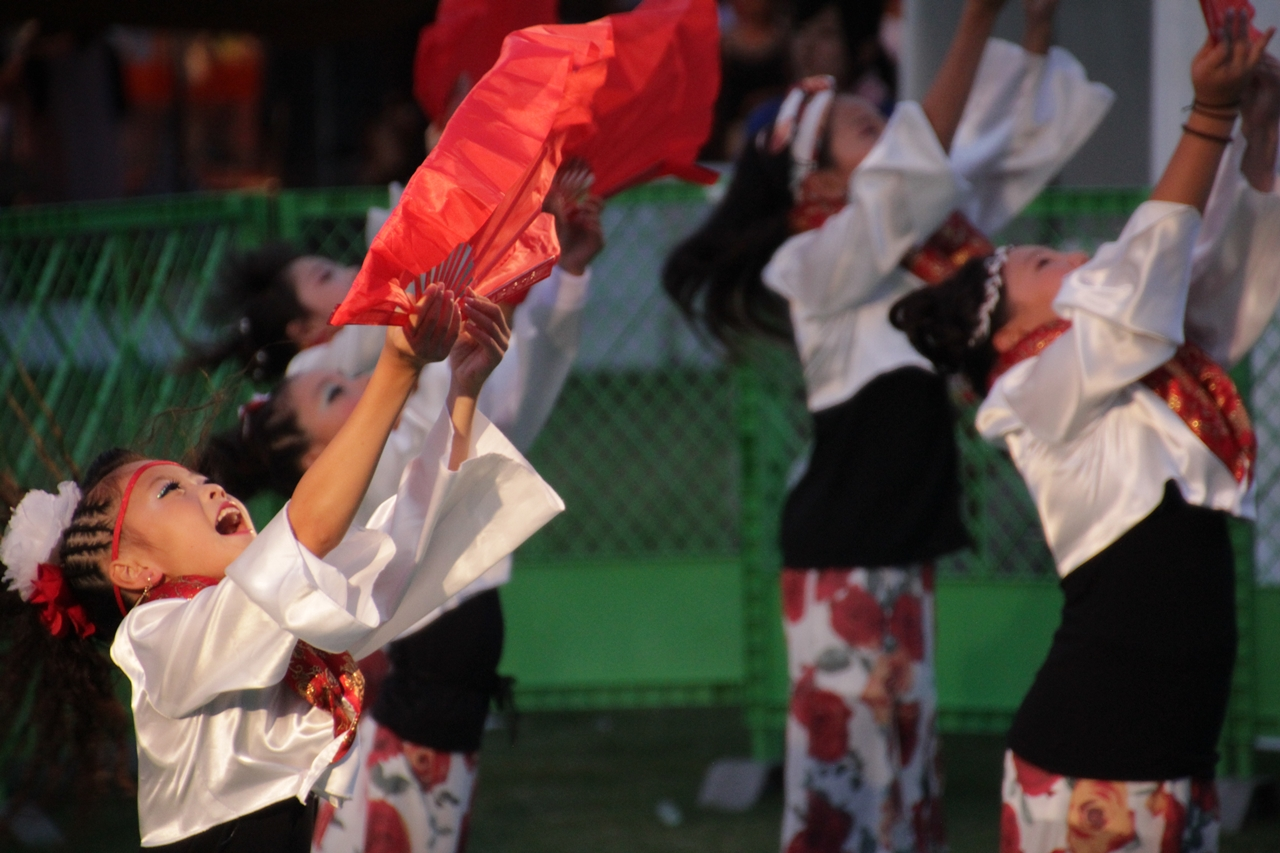
さぬき高松まつり

### 四国三大祭り
- よさこい祭り
- 阿波踊り
- 新居浜太鼓祭り